# Andrass Samuelsen

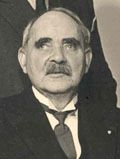
Andrass Samuelsen (1948)

Andrass Samuelsen (* 1. Juli 1873 in Haldórsvík, Färöer; † 30. Juni 1954 in Fuglafjørður) (gelegentlich auch Andras Sámalsson; dänisch: Andreas Samuelsen) war ein färöischer Politiker der unionistisch gesinnten Partei Sambandsflokkurin. Er war der erste Ministerpräsident der Färöer nach der Autonomie 1948 und ist damit der erste Løgmaður der jüngeren Reihe.

## Leben
Schon an seinem Geburtsort Haldórsvík arbeitete Andrass Samuelsen drei Jahre als Lehrer in einer Sonntagsschule. Gleichzeitig hatte er als Heranwachsender gelegentlich für Hans Christopher Müller, Sýslumaður von Streymoy, als Aushilfsschreiber gearbeitet. Als Andrass sechzehn oder siebzehn Jahre alt war, holte Müller ihn nach Tórshavn, wo Andrass später Bevollmächtigter des Fúti (Fútafulltrúi) wurde. Im Jahr 1910 ernannte man ihn zum Sýslumaður der Insel Eysturoy, mit Sitz in Fuglafjørður. Andrass blieb dies bis 1946/48, als sein ältester Sohn Steingrim die Aufgabe übernahm.
Andrass Samuelsen hatte sich als junger Mensch auch für die färöische Sprache und Kultur eingesetzt. Er verfasste Gedichte in seiner Muttersprache und war dazu noch Mitglied des Føringafelag. Im Jahr 1895 begann er als Redakteur bei der Zeitung Føringatíðindi zu arbeiten, dem Vereinsblatt der Gesellschaft. Im Oktober des Jahres übernahm er von R. C. Effersøe die Leitung des Blattes, um sie aber bereits im Dezember wieder abzugeben. Damals verwendete er mit Andras Sámalsson auch eine färöische Form seines Namens.
Samuelsen war von 1908 bis 1913 Mitglied der dreiköpfigen färöischen Schuldirektion (Føroya Skúlastjórn). Dort setzte er sich aber dafür ein, dass der gesamte Schulunterricht auf den Färöern auf Dänisch und nicht auf Färöisch abgehalten wird. Diese Verordnung konnte sich bis 1938 halten.
Vor allem war er aber ein politisch sehr aktiver Mensch. Als überzeugter Anhänger der Union mit Dänemark gehörte er deshalb 1906 zu den Mitbegründern des unionistischen Sambandsflokkurin. Von 1906 bis 1950 war Samuelsen Abgeordneter dieser Partei im färöischen Parlament, dem Løgting, wobei er von 1906 bis 1914 Abgeordneter für den Wahlkreis Norðstreymoy war und danach Abgeordneter für den Wahlkreis Eysturoy. Von 1913 bis 1915 und von 1918 bis 1939 war er auch Mitglied des dänischen Folketings sowie von 1917 bis 1918 des dortigen Oberhauses (Landsting). Im Jahr 1924 trat Andrass Samuelsen die Nachfolge von Oliver Effersøe an und wurde Vorsitzender des Sambandsflokkurin. Er blieb dies bis 1948.
Am 12. Mai 1948 wurde er, nachdem das färöische Selbstverwaltungsgesetz (heimastýrislógin) Ende März 1948 in Kraft getreten war, der erste Løgmaður nach der Abschaffung des Amtes im Jahr 1816.

## Familie
Andrass Samuelsen war der Sohn von Katrina Malena, geborene Mikkelsen und Sámal Joensen aus Haldórsvík. Er war der jüngere Bruder vom Løgtingsmitglied Michal Samuelsen (1862–1939), bekannt unter dem Namen Mikkjal í Vík.
Verheiratet war Andrass mit Beata Emilia, geb. Lindenskov aus Tórshavn. Das Ehepaar hatte vier gemeinsame Kinder und lebte in Fuglafjørður.
Der älteste Sohn von Andrass war Steingrim Lindenskov Samuelsen (1903–1951), der die Nachfolge seines Vaters als Sýslumaður in Fuglafjørður antrat. Dessen Sohn Eilif Samuelsen war Løgtingsabgeordneter und Bildungsminister in der Landesregierung Pauli Ellefsen sowie in den Landesregierungen Edmund Joensen I und II. Jüngster Sohn von Steingrim Samuelsen ist der färöische Komponist, Gitarrenspieler und Sänger Stanley Samuelsen.
Der zweitälteste Sohn von Andrass war der langjährige Løgtingsabgeordnete Trygvi Samuelsen (1907–1985).
Der jüngste Sohn von Andrass war Georg Lindenskov Samuelsen (1910–1997), der fast 50 Jahre Herausgeber der Parteizeitung Dimmalætting war. Dessen Tochter Lisbeth L. Petersen (1939–2024) gehörte zu den ersten färöischen Frauen, die in der Politik aktiv wurden. Sie war Anfang der 1990er Jahre Bürgermeisterin von Tórshavn.